# Campeonato Nacional da II Divisão de Futsal
O Campeonato Nacional da II.ª Divisão de Futsal é uma competição organizada pela Federação Portuguesa de Futebol, é o segundo escalão profissional de futsal em Portugal. Disputa-se anualmente desde a época de 1993–94.

## Formato
Actualmente o Campeonato Nacional da II Divisão de Futsal é constituído por três  fases,
da seguinte forma:
1ª Fase
Série A (10 Equipas)
Série B (10 Equipas)
Série C (10 Equipas)
Série D (10 Equipas)
Série E (10 Equipas)
Série F (10 Equipas)
Série Açores (8 Equipas)
Os sete primeiros classificados mais os 5 segundos melhores classificados nesta fase formam os Grupos de Apuramento Norte e Sul e as restantes os 7 grupos de manutenção.
2ª Fase
Apuramento Subida Zona Norte (6 Equipas)
Apuramento Subida Zona Sul (6 Equipas)
Manutenção Série A (8 Equipas)
Manutenção Série B (9 Equipas)
Manutenção Série C (8 Equipas)
Manutenção Série D (8 Equipas)
Manutenção Série E (8 Equipas)
Manutenção Série F (8 Equipas)
Manutenção Açores (7 Equipas)
Nesta fase os dois primeiros classificados disputam o Apuramento de Campeão, nos restantes grupos de Manutencão os três ultimos classificados descem a 3a divisão (exepcão no grupo B  descem 4 equipas)
3ª Fase Apuramento de Campeão
Entre os dois primeiros classificados da Zona Norte e Zona Sul.  
A partir da época 2021/22 existem apenas duas séries, sendo que as equipas da primeira metade da tabela de cada série vão disputar a subida numa nova série, da qual se apura o campeão após a classificação final, com as restantes equipas da segunda metade da tabela a disputar a manutenção noutra série. 

## Campeões da II Divisão de Futsal
| Season    | Campeão                                    | Resultado                                  | Vice-campeão                               |
| --------- | ------------------------------------------ | ------------------------------------------ | ------------------------------------------ |
| 1993–94   | Vitória dos Olivais                        |                                            |                                            |
| 1994–95   | Parede                                     |                                            |                                            |
| 1995–96   | Clube Real Conchada                        |                                            |                                            |
| 1996–97   | Académica AAC                              |                                            |                                            |
| 1997–98   | Real                                       |                                            |                                            |
| 1998–99   | Olímpico FC                                |                                            |                                            |
| 1999–2000 | Real                                       |                                            |                                            |
| 2000–01   | Bons Dias                                  |                                            |                                            |
| 2001–02   | Castelo                                    |                                            |                                            |
| 2002–03   | ARCA Alpendorada                           |                                            |                                            |
| 2003–04   | AMSAC                                      |                                            |                                            |
| 2004–05   | Belenenses                                 |                                            |                                            |
| 2005–06   | Junqueira                                  |                                            |                                            |
| 2006–07   | AAUTAD/Real Fut                            |                                            | Sassoeiros                                 |
| 2007–08   | Modicus                                    | 4-2; 5-1; Agg: (9-3)                       | Odivelas                                   |
| 2008–09   | Vila Verde                                 | 5-4; 5-3; Agg: (10-7)                      | AA UTAD/Real Fut                           |
| 2009–10   | Modicus                                    | 4-1; 5-1; Agg: (9-2)                       | AMSAC                                      |
| 2010–11   | Leões Porto Salvo                          | 4-3; 4-3; Agg: (8-6)                       | SC Braga                                   |
| 2011–12   | Rio Ave                                    | 2-4; 6-3; Agg: (8-7)                       | Fabril Barreiro                            |
| 2012–13   | Boavista                                   | 7-2; 5-6; Agg: (12-8)                      | Belenenses                                 |
| 2013–14   | Burinhosa                                  | 3-3; 4-0; Agg: (7-3)                       | Unidos Pinheirense                         |
| 2014–15   | CS São João                                | 2-1; 6-6; Agg: (8-7)                       | Quinta dos Lombos                          |
| 2015–16   | Futsal Azeméis                             | 3-3; 6-5; Agg: (9-8)                       | Os Vinhais                                 |
| 2016–17   | Desp. Aves                                 | 2-2; 3-2; Agg: (5-4)                       | Fabril Barreiro                            |
| 2017–18   | Viseu 2001                                 | 4-2; 7-0; Agg: (11-2)                      | Eléctrico                                  |
| 2018–19   | CR Candoso                                 | 4-3; 6-6; Agg: (10-9)                      | Portimonense                               |
| 2019–20   | Interrompido devido à Pandemia de Covid–19 | Interrompido devido à Pandemia de Covid–19 | Interrompido devido à Pandemia de Covid–19 |
| 2020–21   | ACD Ladoeiro                               | 4-2                                        | Amarense                                   |
| 2021–22   | ADCR Caxinas e Poça da Barca               |                                            | Ferreira do Zêzere                         |
| 2022–23   | Torreense                                  |                                            | Belenenses                                 |
| 2021–22   | ADCR Caxinas e Poça da Barca               |                                            | Ferreira do Zêzere                         |
| 2023–24   | Dínamo Sanjoanense                         |                                            | Lusitânia dos Açores                       |

## Palmarés
| Equipa                       | Títulos | Épocas           |
| ---------------------------- | ------- | ---------------- |
| Modicus                      | 2       | 2007/08; 2009/10 |
| Real                         | 2       | 1997/98; 1999/00 |
| Dínamo Sanjoanense           | 1       | 2023/24          |
| Torreense                    | 1       | 2022/23          |
| ADCR Caxinas e Poça da Barca | 1       | 2021/22          |
| ACD Ladoeiro                 | 1       | 2020/21          |
| CR Candoso                   | 1       | 2018/19          |
| Viseu 2001                   | 1       | 2017/18          |
| Desp. Aves                   | 1       | 2016/17          |
| Futsal Azeméis               | 1       | 2015/16          |
| CS São João                  | 1       | 2014/15          |
| Burinhosa                    | 1       | 2013/14          |
| Boavista                     | 1       | 2012/13          |
| Rio Ave                      | 1       | 2011/12          |
| Leões Porto Salvo            | 1       | 2010/11          |
| Vila Verde                   | 1       | 2008/09          |
| AAUTAD/Real Fut.             | 1       | 2006/07          |
| Junqueira                    | 1       | 2005/06          |
| Belenenses                   | 1       | 2004/05          |
| AMSAC                        | 1       | 2003/04          |
| ARCA Alpendorada             | 1       | 2002/03          |
| Castelo                      | 1       | 2001/02          |
| Bons Dias                    | 1       | 2000/01          |
| Olímpico FC                  | 1       | 1998/99          |
| Académica AAC                | 1       | 1996/97          |
| Clube Real Conchada          | 1       | 1995/96          |
| Parede                       | 1       | 1994-95          |
| Vitória dos Olivais          | 1       | 1993/94          |